# خائیمه گارسا
خائیمه گارسا (اسپانیایی: Jaime Garza‎؛ ‏ ۲۸ ژانویهٔ ۱۹۵۴ – ۱۴ مهٔ ۲۰۲۱) بازیگر اهل مکزیک بود. او دانش‌آموختهٔ رشتهٔ بازیگری در دانشگاه مستقل ملی مکزیک بود.
از فیلم‌هایی که وی در آن‌ها نقش داشته‌است، می‌توان به شاهین و آدم‌برفی، گمشده و چاقوکش‌ها اشاره نمود.

## زندگی شخصی
در سال ۱۹۸۲ دوست دخترش، سیلویا پینال، پس از اتمام یک مهمانی در خانه گارسا در مکزیکوسیتی در ۲۵ اکتبر ۱۹۸۲ در یک سانحه رانندگی درگذشت. خائیمه گارسا در سال ۲۰۱۰ دچار سکته مغزی شد که نیاز به جراحی داشت و در سال ۲۰۱۴، پای راست خود را به دلیل عوارض دیابت از دست داد. گارسا در مه ۲۰۲۱ در مکزیکوسیتی درگذشت.